# 롤랜드 오자발
롤랜드 오자발(영어: Roland Orzabal, 출생명은 롤랜드 제이미 오자발 데 라 퀸타나(영어: Roland Jaime Orzabal de la Quintana), 1961년 8월 22일 ~ )은 영국의 음악가로, 티어스 포 피어스의 공동창립자, 메인 작곡가, 공동 보컬리스트로, 다른 아티스트도 배출했다. 오자발은 또한 밴드를 위해 기타와 키보드를 연주하고 있으며, 그의 독특한 넓은 범위(멀리 닿는 가성을 포함)로 유명한 바리톤이다. 그와 TTF의 공동창립자인 커트 스미스는 또한 그녀가 솔로 활동을 시작하기 전에 오자발과 듀엣으로 〈Woman in Chains〉를 부른 음악가이자 작곡가인 올레타 애덤스를 발견한 책임을 맡고 있다(첫 음반 프로듀싱으로 오자발을 복귀했다).